# Kékesújfalu
Kékesújfalu (másképp Szászújfalu, románul Corvinești, korábban Uifalau, Uifalăul-Săsesc, Ifalau, Noieni, németül Niederneudorf, erdélyi szász nyelven Nederst-Naindref) település Romániában, Beszterce-Naszód megyében.

## Fekvése
A megye délnyugati részén, Besztercétől 32 km-re délnyugatra, Szentmáté, Bödön és Szászlekence közt fekvő település.

## Története
1305-ben említik először a források. A középkorban főként szászok lakták a települést, de a 17. században már vegyes magyar - szász lakossága volt. A magyarok reformátusok, a szászok lutheránusok voltak. A 17. századtól kezdve románok költöznek a faluba.
A szász lakosság idővel megcsappant, de még az 1990-as években is volt belőlük mutatónak. A Geiger család utódai ma románokká lettek. Georg Theiss, az utolsó szász, az 1990—es években hunyt el. A magyar lakosság aránya 1738-ban még annyira nagy volt, hogy a település önálló református egyházközségként volt számontartva, pár évtized múlva azonban a hívek megcsappant száma miatt filia lett belőle, mely Cegőtelkéhez, majd Szentmátéhoz tartozott. Ma két magyar személy él a faluban, Papiu-né Kis Etelka, aki román családja miatt ortodox és Pap Dániel, aki református. 
A trianoni békeszerződésig Szolnok-Doboka vármegye kékesi járásához tartozott.

## Lakossága
1910-ben 889 lakosából 767 román, 57 német, 54 magyar és 11 egyéb nemzetiségű volt.
2002-ben 783 lakosa volt, ebből 687 román, 86 cigány és 10 magyar.

## Látnivalók
- Volt evangélikus, 1937 óta ortodox templom